# Svensktoppen 2004
Svensktoppen 2004 dominerades av Björn Skifs, med kärleksballaden Håll mitt hjärta, som under året låg på Svensktoppen i 53 veckor och låg kvar över årsskiftet 2004-2005. Från den svenska Melodifestivalen 2004 blev Min kärlek med Shirley Clamp mest framgångsrika melodi, och låg på Svensktoppen i totalt 21 veckor under året. 2004 var också året då låtar som Gabriellas sång med Helen Sjöholm & Stefan Nilsson samt Du är min man med Benny Anderssons Orkester och Helen Sjöholm gick in på listan.
Det var också året då Per Gessles Här kommer alla känslorna (på en och samma gång), som gått in på listan 2003, lämnade den medan han med Tycker om när du tar på mej fick en ny hit på listan. Per Gessle fick detta år även hitlåtar på Svensktoppen med 25-årsfirande popgruppen Gyllene Tider Tuffa tider (för en drömmare) och Solsken.
Även Jill Johnson hade framgångar på Svensktoppen detta år. Låtarna hette Can't Get Enough of You och You Can't Love Me too Much.
Med den på årssammanställningen åttondeplacerade Medan Jorden går ett varv blev Sten & Stanley främst placerade dansband. Detta var året efter 2003 års regeländringar och dansbandsinslagen på listan hade nu börjat avta.

## Årets Svensktoppsmelodier 2004
| Nr | Sång                                             | Framförd av                                 | Poäng       | Antal veckor |
| -- | ------------------------------------------------ | ------------------------------------------- | ----------- | ------------ |
| 1  | Håll mitt hjärta                                 | Björn Skifs                                 | 17184 poäng | 53 veckor    |
| 2  | Du är min man                                    | Benny Anderssons Orkester med Helen Sjöholm | 16886 poäng | 26 veckor    |
| 3  | Tycker om när du tar på mej                      | Per Gessle                                  | 8821 poäng  | 36 veckor    |
| 4  | Min kärlek                                       | Shirley Clamp                               | 8416 poäng  | 21 veckor    |
| 5  | Det gör ont                                      | Lena Philipsson                             | 6410 poäng  | 14 veckor    |
| 6  | A Brand New Day                                  | Lisa Miskovsky                              | 5789 poäng  | 31 veckor    |
| 7  | Tuffa tider (för en drömmare)                    | Gyllene Tider                               | 5757 poäng  | 20 veckor    |
| 8  | Medan jorden går ett varv                        | Sten & Stanley                              | 5346 poäng  | 16 veckor    |
| 9  | You Can't Love Me too Much                       | Jill Johnson                                | 5044 poäng  | 20 veckor    |
| 10 | Gabriellas sång                                  | Helen Sjöholm & Stefan Nilsson              | 5021 poäng  | 11 veckor    |
| 11 | Can't Get Enough of You                          | Jill Johnson                                | 4661 poäng  | 16 veckor    |
| 12 | La dolce vita                                    | After Dark                                  | 3671 poäng  | 11 veckor    |
| 13 | Lady Stardust                                    | Lisa Miskovsky                              | 2852 poäng  | 13 veckor    |
| 14 | Här kommer alla känslorna (på en och samma gång) | Per Gessle                                  | 2669 poäng  | 12 veckor    |
| 15 | Delirium                                         | Lena Philipsson                             | 2630 poäng  | 13 veckor    |